# Walter Scherbening
Walter Scherbening (* 4. Mai 1861 in Scharley bei Beuthen; † 6. September 1914 bei Étrepy in Frankreich) war ein deutscher Offizier.

## Leben

### Werdegang
Scherbening trat nach dem Reifezeugnis in die preußische Armee ein und wurde am 15. Oktober 1880 Leutnant. Am 18. Januar 1901 wurde er als Hauptmann à la suite des Feldartillerie-Regiments 1 und Militärlehrer an der vereinigten Artillerie- und Ingenieurschule zum Major befördert und in den Großen Generalstab versetzt. Zu Oktober 1902 wurde er aus dem Großen Generalstab in den Generalstab der 3. Division kommandiert. Von hier wurde er mit dem 1. April 1904 in den Generalstab des V. Armee-Korps versetzt und kam später zur Schutztruppe für Deutsch-Südwestafrika.
Nachdem im November 1905 der Kommandeur der Schutztruppe für Deutsch-Südwestafrika, Generalleutnant Lothar von Trotha, sein Amt niedergelegt hatte, verließ auch der Chef des Generalstabes der Schutztruppen, Oberstleutnant Erich von Redern, das Land. Zum 31. Dezember 1905 schied Scherbening aus dem Heer aus und wurde am 1. Januar 1906 bei der Schutztruppe für Südwestafrika angestellt. Anschließend wurde er mit der Wahrnehmung der Geschäfte des Chefs des Generalstabes der Schutztruppe beauftragt. In der Schutztruppe wurde er am 20. Juli 1907 zum Oberstleutnant befördert.
Von Anfang Mai 1908 bis Ende April 1912 war er Chef des Generalstabes des V. Armee-Korps. Am 16. November 1910 wurde er zum Oberst befördert. Er wurde Kommandeur des Feldartillerie-Regiments 63 in Frankfurt am Main. Von Mitte April 1913 bis zu seinem Tod Anfang September 1914 war er als Generalmajor (Beförderung am 1. Oktober 1913) Kommandeur der 21. Feldartillerie-Brigade.
Bis Mai 1912 war er u. a. mit dem Roten Adlerorden 3. Klasse mit der Schleife und Krone, dem Kronen-Orden 3. Klasse mit Schwertern, dem Königlich Bayerischen Militärverdienstorden IV. Klasse mit Schwertern und mit der Krone und dem Komturkreuz 2. Klasse des Herzoglich Sächsischen Haus-Orden ausgezeichnet worden.

### Familie
Am 9. Juli 1896 heiratete er in Baumgarten Anna von Groddeck (* 1875).
Sein Enkel ist der Historiker Michael Stürmer.